# Jak Crawford
Jak Crawford (Charlotte, 2 maggio 2005) è un pilota automobilistico statunitense, dal 2024 è entrato nel AMF1 Driver Development Programme, in precedenza ha fatto parte dal 2020 al 2023 al Red Bull Junior Team.

## Carriera

### Kart
Nato a Charlotte, Crawford ha iniziato la sua carriera nel karting nel 2011. Ha gareggiato in diversi campionati, prevalentemente in Nord America, vincendo nel 2016 il Florida Winter Tour e nel 2017 la Challenge of the Americas - Junior Rotax.

### Formule inferiori
Nel 2018, Crawford ha fatto il suo debutto in monoposto nel Campionato NACAM Formula 4, guidando per la Scuderia Martiga di Esteban Gutiérrez. Vince sei gare e, con altri otto podi, il pilota americano arriva secondo nel campionato.
Nel 2020 Crawford si trasferisce in Europa per correre con Van Amersfoort Racing il campionato tedesco e italiano di Formula 4 ma a causa della Pandemia di COVID-19 in quest'ultimo ha gareggiato solo part-time. Nella Formula 4 tedesca ha Jonny Edgar come compagno di team il quale lo batte per solo due punti in classifica. Crawford chiude al secondo posto con cinque vittorie. Mentre nel campionato italiano di Formula 4 finisce sesto in classifica (nonostante non ha partecipato a due fine settimana di gara) vincendo anche due gare, una al Red Bull Ring e una a Imola.

### Euroformula Open
Nel 2021 Crawford viene ingaggiato dalla Motopark per il campionato Euroformula Open. Dopo aver saltato le prime due gare sul circuito di Portmao esordisce nella terza gara e arriva a punti con un settimo posto. Nel secondo weekend sul circuito del Paul Ricard conquista due vittorie nelle prime due gare ed arriva secondo nella terza. Nel round di Imola conquista due vittorie e un secondo posto, salta le tre gare a Monza per poi tornare nell'ultimo round a Barcellona dove conquista altre due vittorie. Pur saltando otto gare Crawford chiude la stagione al terzo posto e secondo tra i Rookie.

### Formula 3
Nel 2021 oltre a correre nella Euroformula, Crawford viene ingaggiato dalla Hitech Grand Prix per il Campionato FIA di Formula 3 2021. Durante la prima gara a Spa-Francorchamps sotto la pioggia riesce a conquistare il suo primo podio nella categoria, arrivando secondo dietro al pilota italiano Lorenzo Colombo. Chiude la stagione al 13º posto, quinto tra i rookie.
Nei primi giorni di novembre Crawford partecipa a Velencia ai test collettivi della Formula 3 con il team Prema Powerteam. In seguito viene annunciato dal team italiano per la stagione 2022. Crawford conquista tre podi nelle prime cinque gare, due sul circuito di Imola e uno sul Circuito di Catalogna, nella prima gara al Red Bull Ring ottiene la sua prima vittoria nella serie davanti a Caio Collet. Nella sua seconda stagione in F3 ottiene una vittoria ed altri quattro podi chiudendo settimo in classifica finale.
Nei primi mesi del 2023 partecipa al primo round della Formula Regional Middle East con il team Hitech.

### Formula 2

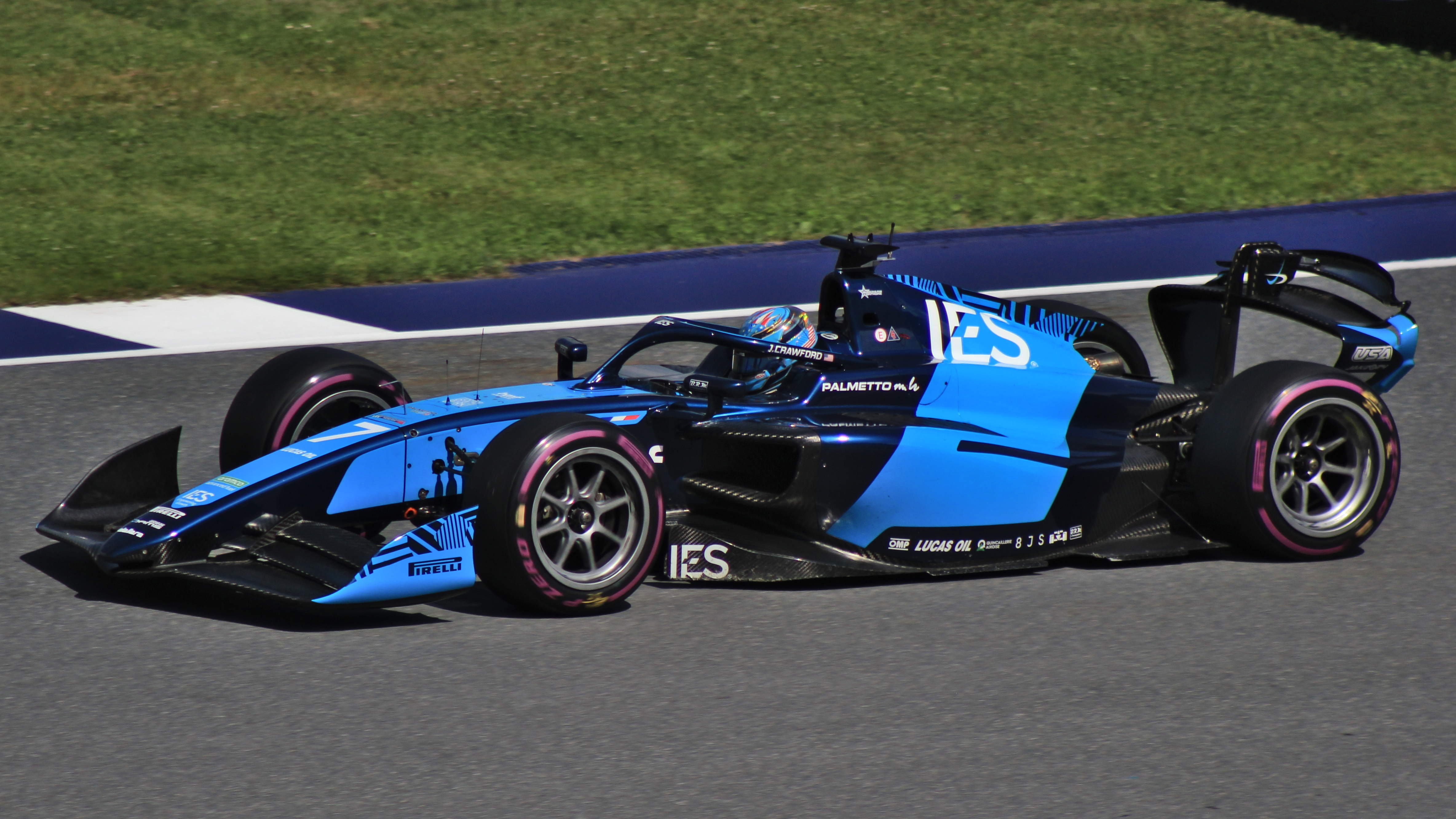
Jak Crawford nel 2024 durante la stagione di F2

Per la stagione 2023, Crawford torna a correre con i colori della Hitech GP passando al Campionato FIA di Formula 2. Nella prima metà della stagione, dopo un inizio molto negativo, riesce a conquistare tre podi (tutti nelle Sprint Race): il primo a Melbourne, arrivando secondo dietro a Dennis Hauger, il secondo a Baku, dove chiude terzo dietro le due Prema e il terzo a Montecarlo salendo sul gradino più basso del podio dietro ad Ayumu Iwasa e Jehan Daruvala. Crawford ottiene la sua prima vittoria nella serie durante la Sprint Race del Red Bull Ring, davanti a Victor Martins. A Zandvoort ottiene la pole position e in gara ottiene il terzo posto. Crawford chiude la stagione al tredicesimo posto.
Per la stagione 2024, Crawford rimane in Formula 2 ma passa al team DAMS. Nella prima corsa stagiona a Sakhir ottiene il secondo posto dietro a Zane Maloney. Nella Feature Race di Barcellona Crawford ottiene la sua seconda vittoria nella serie. Nella Feature di Silverstone taglia il traguardo per primo ma per una penalità di 5 secondi scende al terzo posto, ottiene lo stesso risultato nella Feature Race di Spa. Anche nella Sprint Race di Baku ottiene un altro podio, chiudendo secondo dietro Joshua Dürksen. Chiude la sua seconda stagione in Formula 2 al quinto posto.
Per la stagione 2025 viene confermato dal team DAMS.

### Formula 1 e Formula E
Nel 2020 Crawford entra nel programma Junior della Red Bull Racing. Dopo quattro stagioni, nel 2024 decide si separarsi al team austriaco ed entra nel AMF1 Driver Development Programme. Nel 2024 prende parte a due Rookie Tests della Formula E con il team Andretti Global e al Red Bull Ring scende in pista per la prima volta con una Formula 1, l'Aston Martin AMR22.

## Risultati

### Riepilogo Carriera
| Stagione | Serie                        | Team                      | Gare                             | Vittorie                         | Pole                             | Gpv                              | Podio                            | Punti                            | Pos.                             |
| -------- | ---------------------------- | ------------------------- | -------------------------------- | -------------------------------- | -------------------------------- | -------------------------------- | -------------------------------- | -------------------------------- | -------------------------------- |
| 2018-19  | Formula 4 NACAM              | Scuderia Martiga EG       | 20                               | 6                                | 3                                | 12                               | 14                               | 322                              | 2º                               |
| 2019     | U.S. F2000 National          | DEForce Racing            | 7                                | 0                                | 0                                | 0                                | 0                                | 183                              | 7º                               |
| 2019     | U.S. F2000 National          | Cape Motorsports          | 6                                | 0                                | 0                                | 0                                | 0                                | 183                              | 7º                               |
| 2020     | Formula 4 ADAC               | Van Amersfoort Racing     | 21                               | 5                                | 4                                | 5                                | 12                               | 298                              | 2º                               |
| 2020     | Formula 4 italiana           | Van Amersfoort Racing     | 14                               | 2                                | 1                                | 0                                | 7                                | 150                              | 6º                               |
| 2021     | Formula 3                    | Hitech Grand Prix         | 20                               | 0                                | 0                                | 0                                | 1                                | 45                               | 13º                              |
| 2021     | Euroformula Open             | Motopark                  | 16                               | 8                                | 4                                | 12                               | 10                               | 304                              | 3º                               |
| 2022     | Formula Regional Asia        | Abu Dhabi Racing by Prema | 15                               | 0                                | 0                                | 1                                | 3                                | 113                              | 6º                               |
| 2022     | Formula 3                    | Prema Powerteam           | 18                               | 1                                | 0                                | 2                                | 5                                | 109                              | 7º                               |
| 2023     | Formula Regional Middle East | Hitech Pulse-Eight        | 3                                | 0                                | 0                                | 0                                | 0                                | 4                                | 28º                              |
| 2023     | Formula 2                    | Hitech Pulse-Eight        | 26                               | 1                                | 1                                | 0                                | 5                                | 57                               | 13º                              |
| 2024     | Formula 2                    | DAMS                      | 28                               | 1                                | 0                                | 1                                | 6                                | 125                              | 5º                               |
| 2024     | Formula 1                    | Aston Martin              | Pilota di riserva e Collaudatore | Pilota di riserva e Collaudatore | Pilota di riserva e Collaudatore | Pilota di riserva e Collaudatore | Pilota di riserva e Collaudatore | Pilota di riserva e Collaudatore | Pilota di riserva e Collaudatore |
| 2024     | Formula E                    | Andretti Global           | Pilota di riserva e Collaudatore | Pilota di riserva e Collaudatore | Pilota di riserva e Collaudatore | Pilota di riserva e Collaudatore | Pilota di riserva e Collaudatore | Pilota di riserva e Collaudatore | Pilota di riserva e Collaudatore |

* Stagione in corso

### Risultati in Euroformula Open
(legenda) (Le gare in grassetto indicano la pole position) (Le gare in corsivo indicano Gpv)
| Stagione | Team          | 1   | 2   | 3   | 4   | 5   | 6   | 7   | 8   | 9   | 10  | 11  | 12  | 13  | 14  | 15  | 16  | 17  | 18  | 19  | 20  | 21  | 22  | 23  | 24  | Punti | Pos. |
| -------- | ------------- | --- | --- | --- | --- | --- | --- | --- | --- | --- | --- | --- | --- | --- | --- | --- | --- | --- | --- | --- | --- | --- | --- | --- | --- | ----- | ---- |
| 2021     | Team Motopark | POR | POR | POR | LEC | LEC | LEC | SPA | SPA | SPA | HUN | HUN | HUN | IMO | IMO | IMO | RBR | RBR | RBR | MNZ | MNZ | MNZ | CAT | CAT | CAT |       |      |
| 2021     | Team Motopark |     |     | 7   | 1   | 1   | 2   |     |     |     | 12  | 6   | 4   | 1   | 2   | 1   | 1   | 5   | 1   |     |     |     | 6   | 1   | 1   | 304   | 3º   |

### Risultati in Formula 3
(legenda) (Le gare in grassetto indicano la pole position) (Le gare in corsivo indicano Gpv)
| Stagione | Team              | 1   | 2   | 3   | 4   | 5   | 6   | 7   | 8   | 9   | 10  | 11  | 12  | 13  | 14  | 15  | 16  | 17  | 18  | 19  | 20  | 21  | Punti | Pos. |
| -------- | ----------------- | --- | --- | --- | --- | --- | --- | --- | --- | --- | --- | --- | --- | --- | --- | --- | --- | --- | --- | --- | --- | --- | ----- | ---- |
| 2021     | Hitech Grand Prix | CAT | CAT | CAT | LEC | LEC | LEC | RBR | RBR | RBR | HUN | HUN | HUN | SPA | SPA | SPA | ZAN | ZAN | ZAN | SOC | SOC | SOC | 45    | 13º  |
| 2021     | Hitech Grand Prix | 13  | 9   | 18  | 11  | 14  | 10  | 8   | Rit | 26  | 26  | 20  | 15  | 2   | 15  | 15  | 4   | 8   | 7   | 11  | C   | 5   | 45    | 13º  |
| 2022     | Prema Racing      | BHR | BHR | IMO | IMO | CAT | CAT | SIL | SIL | RBR | RBR | HUN | HUN | SPA | SPA | ZAN | ZAN | MNZ | MNZ |     |     |     | 109   | 7º   |
| 2022     | Prema Racing      | 27  | 7   | 3   | 2   | 2   | 6   | 10  | 6   | 1   | 22  | 20  | 5   | 11  | 17  | 9   | 6   | 7   | 3   |     |     |     | 109   | 7º   |

* Stagione in corso.

### Risultati in Formula Regional Asia / Middle East
(legenda) (Le gare in grassetto indicano la pole position) (Le gare in corsivo indicano Gpv)
| Stagione | Squadra                   | 1   | 2   | 3   | 4   | 5   | 6   | 7   | 8   | 9   | 10  | 11  | 12  | 13  | 14  | 15  | Punti | Pos. |
| -------- | ------------------------- | --- | --- | --- | --- | --- | --- | --- | --- | --- | --- | --- | --- | --- | --- | --- | ----- | ---- |
| 2022     | Abu Dhabi Racing by Prema | ABU | ABU | ABU | DUB | DUB | DUB | DUB | DUB | DUB | DUB | DUB | DUB | ABU | ABU | ABU | 113   | 6º   |
| 2022     | Abu Dhabi Racing by Prema | 11  | 7   | 2   | 4   | 9   | 6   | 12  | 7   | 12  | 6   | 2   | 5   | 3   | Rit | 4   | 113   | 6º   |
| 2023     | Hitech Grand Prix         | DUB | DUB | DUB | KMT | KMT | KMT | KMT | KMT | KMT | DUB | DUB | DUB | ABU | ABU | ABU | 4     | 28º  |
| 2023     | Hitech Grand Prix         | 19  | 14  | 8   |     |     |     |     |     |     |     |     |     |     |     |     | 4     | 28º  |

### Risultati in Formula 2
(legenda) (Le gare in grassetto indicano la pole position) (Le gare in corsivo indicano Gpv)
| Stagione | Team               | 1   | 2   | 3   | 4   | 5   | 6   | 7   | 8   | 9   | 10  | 11  | 12  | 13  | 14  | 15  | 16  | 17  | 18  | 19  | 20  | 21  | 22  | 23  | 24  | 25  | 26  | 27  | 28  | Punti | Pos. |
| -------- | ------------------ | --- | --- | --- | --- | --- | --- | --- | --- | --- | --- | --- | --- | --- | --- | --- | --- | --- | --- | --- | --- | --- | --- | --- | --- | --- | --- | --- | --- | ----- | ---- |
| 2023     | Hitech Pulse-Eight | BHR | BHR | JED | JED | ALB | ALB | BAK | BAK | MON | MON | CAT | CAT | RBR | RBR | SIL | SIL | HUN | HUN | SPA | SPA | ZAN | ZAN | MNZ | MNZ | YMC | YMC |     |     | 57    | 13º  |
| 2023     | Hitech Pulse-Eight | 14  | 12  | 9   | 15  | 2   | Rit | 3   | 9   | 3   | 9   | Rit | 13  | 1   | 8   | 14  | 10  | 14  | 17  | 14  | Rit | C   | 3   | 13  | Rit | 13  | 10  |     |     | 57    | 13º  |
| 2024     | DAMS               | BHR | BHR | JED | JED | ALB | ALB | IMO | IMO | MON | MON | CAT | CAT | RBR | RBR | SIL | SIL | HUN | HUN | SPA | SPA | MNZ | MNZ | BAK | BAK | LUS | LUS | YMC | YMC | 125   | 5º   |
| 2024     | DAMS               | 2   | Rit | 5   | 4   | 9   | 10  | 14  | 7   | 13  | Rit | 4   | 1   | 6   | 10  | 6   | 3   | 9   | 17  | 5   | 3   | 6   | 9   | 2   | 8   | 2   | Rit | 8   | Rit | 125   | 5º   |
| 2025     | DAMS               | ALB | ALB | BHR | BHR | JED | JED | IMO | IMO | MON | MON | CAT | CAT | RBR | RBR | SIL | SIL | SPA | SPA | HUN | HUN | MNZ | MNZ | BAK | BAK | LUS | LUS | YMC | YMC | 137*  |      |
| 2025     | DAMS               | Rit | C   | 12  | 16  | Rit | 2   | 1   | 6   | 4   | 1   | 4   | 4   | NP  | 3   | 6   | 1   | 11  | 17  | 3   | 3   |     |     |     |     |     |     |     |     | 137*  |      |

* Stagione in corso.